# Rio Brăduţ
O Rio Brăduţ é um rio da Romênia afluente do Agriş, localizado no distrito de Covasna.